# 狩猟者登録税
狩猟者登録税（しゅりょうしゃとうろくぜい）は、日本の税制の一つであり、地方税法（昭和25年7月31日法律第226号）に基づき、道府県知事の狩猟者の登録を受ける者に対し、その道府県により課されていた地方税である。
前身は、昭和38年に創設された狩猟免許税であり、昭和54年の狩猟免許制度の改正により、狩猟者登録税へ改組された。
2004年（平成16年）3月31日に公布・施行された「地方税法及び国有資産等所在市町村交付金及び納付金に関する法律の一部を改正する法律（平成16年法律第17号）」に伴い、狩猟者登録税と入猟税が廃止され、狩猟税が新設された。

## 税率
- 網・わな猟免許、第一種銃猟免許（空気銃以外の銃器）の登録者
  - 道府県民税の所得割の納付を要する者 - 10,000円
  - 道府県民税の所得割の納付を要しない者 - 4,500円
- 第二種銃猟免許（空気銃）の登録者 - 3,300円

## 納税
- 登録を受ける際、都道府県発行の収入証紙により納める。